# نشاب
النَّشَّاب أو السِّف هو نوع من الالثعابين الأرض الصغيرة في فصيلة الحنشيات . مهد هذا النوع جنوب أمريكة الوسطى وشمال أمريكة الجنوبية .